# Отношение сигнал/шум
Отношение сигнал/шум (ОСШ; англ. signal-to-noise ratio, сокр. SNR) — безразмерная величина, равная отношению мощности сигнала к мощности шума:
{\displaystyle \mathrm {SNR} ={P_{s} \over P_{n}}={v_{s}^{2} \over v_{n}^{2}},}
где {\displaystyle P_{s}} — мощность сигнала, {\displaystyle P_{n}} — мощность шума, {\displaystyle v_{s}} — среднеквадратичное значение сигнала, {\displaystyle v_{n}} — среднеквадратичное значение шума. 
Обычно отношение сигнал/шум выражается в децибелах (дБ):
{\displaystyle \mathrm {SNR(dB)} =10\log _{10}\left({P_{s} \over P_{n}}\right)=20\log _{10}\left({v_{s} \over v_{n}}\right).}

## Связь сEb/N0
Отношение сигнал/шум связано с величиной Eb/N0 по формуле:
{\displaystyle SNR={\frac {P_{s}}{P_{n}}}={\frac {E_{b}}{N_{0}}}\cdot {\frac {R}{\Delta F}},}
так как
{\displaystyle P_{s}=E_{b}/T_{b}=E_{b}R}, где {\displaystyle E_{b}=\int \limits _{0}^{T_{b}}s^{2}(t)dt} — энергия сигнала {\displaystyle s(t)}, затрачиваемая на передачу одного бита информации, {\displaystyle T_{b}} — длительность одного бита, {\displaystyle R=1/T_{b}} — скорость передачи битов.
{\displaystyle P_{n}=N_{0}\Delta F}, где {\displaystyle N_{0}} — спектральная плотность мощности шума, {\displaystyle \Delta F} — полоса частот, в качестве которой понимается полоса частот, занимаемая сигналом. Для белого шума энергетический спектр равен {\displaystyle G(f)=N_{0}/2} на всех частотах, то есть средняя мощность белого шума бесконечна.
Что эквивалентно выражению в логарифмическом виде (дБ):
{\displaystyle SNR({\text{дБ}})=10\lg({\frac {E_{b}}{N_{0}}})+10\lg \left({\frac {R}{\Delta F}}\right).}

## В звукотехнике
При передаче речевого сигнала по обычной телефонной линии отношение сигнал/шум составляет около 36 дБ.
При записи звука на магнитофон типовые значения отношения сигнал/шум составляют 26—56 дБ.

## В видео
Для DVD отношение сигнал/шум составляет 90 дБ.  